# 澳門國際攝影展
澳門國際攝影展（葡萄牙語：sãlon internacional de fotogrãfico de Macau）是澳門攝影學會每兩年主辦一屆的攝影展覽，俗稱國際沙龍，是澳門最早舉行的國際攝影展覽。直到1985年舉辦的第三屆國際攝影展，受到國際攝影藝術聯合會（FIAP）認證，其影展的入選及獲獎作品皆列入申請FIAP名銜的積分依據。

## 歷史
澳門攝影學在1981年舉辦第一屆澳門國際攝影展覽，讓澳門的攝影愛好者可以欣賞到世界各地之攝影藝術，促進澳門與世界各地之文化藝術交流，也讓澳門這個小地方多為世界各地所熟悉。首次摄影展收到超20個國家和地區寄來之參加作品，不少作者更為世界知名的攝影家。首屆展覽得到敎育文化司與及社會熱心人士的支持，送出豐富獎品，三組作品之金、銀、銅牌及銀章、銅章分別由何賢先生、霍英東先生、何鴻燊先生贊助，由政府送出之督憲杯三座分別獎予各組全套入選最高積分之作者。由許世元先生、何厚鏗先生、彭彼得先生、何漢先生、林錦成先生、馮蔚叢先生分別送出之獎杯六座授獎給港澳區成績最高之作者。同時所有參加之作者均可獲該會送給精美之水晶紀念章一枚以茲留念。由於這是本地區擧辦首次國際沙龍，本澳作者享有地利，且凡該會會員均可免費參加。
澳門攝影學會主辦第三届澳門國際攝影展覽時，加入了「國際影藝聯盟」（FIAP）併成為該聯盟屬會，世界各地特別是歐洲摄影師紛投遞作品參展，共收到38個地區、國家的逾500幅照片及大量幻燈片。該項國際攝影展覽，係根據美國攝影學會（PSA）規定辦理，列入計分沙龍，並由PSA送出四面金牌，國際影藝聯盟三面金牌，分別獎予各組別的優勝者。
由第十六屆澳門國際攝影展起，主辦單位副理事長郭敬文表示，回顧過去歷屆展覽均設有黑白、彩色照片及幻燈片三個組別，但隨著數碼攝影開始普及，幻燈片組別已由彩色數碼投射影像組取代，令影像創作空間更大。
由澳門攝影學會主辦，國際影藝聯盟(FIAP)及美國攝影學會(PSA)認證的第二十一屆澳門國際攝影展，展覽在開幕儀式上，並舉行頒獎禮。2001年世界各地的國際攝影展在新冠疫情的影響下，普遍參加人數大幅下降，但本屆澳門國際攝影展覽仍然收到來自50個國家和地區的382位作者送來4732幅攝影作品參展，參加國家地區比上一屆有所增加，但無奈場地只能展出當中198幅。展覽獲澳門基金會贊助經費，市政署贊助展覽場地。
疫情開放後澳門攝影學會主辦第二十二屆澳門國際攝影展，展覽負責人表示，今屆攝影展得到國際攝影界朋友大力支持，有43個國家和地區逾304位作者送來3671多幅攝影作品參展，內容豐富精彩，均是高水平的攝影作品。今屆國際攝影展分為彩色數碼影像組（自由組）、黑白數碼影像組（自由組）、自然數碼影像組、旅遊數碼影像組四個組別。由於參展作品數量眾多，但因場地空間有限，現場展出作品百多幅。影展評選標準主要以國際攝影藝術聯盟及美國攝影學會規定準則，包括自然組別作品不接受對動物生活進行干擾，旅遊組別不能進行擺拍。同時，該兩組作品不接受後期技術的添加、移動、替換或刪除原圖中的任何元素。經過各專業評審甄選，共有916幀入選作品。
第二十三屆澳門國際攝影展除了獲國際影藝聯盟、美國攝影學會等攝影組織認證外，還新增了環球攝影聯盟(GPU)、國際藝術攝影家協會(IAAP)的認證，連同主辦單位澳門攝影學會(PSM)，作品可同時獲五個國際性攝影組織的認證。展覽仍然吸引到59個國家地區的444位攝影師，送來5488幅攝影作品參展，刷新了參加國家地區和作品數量的紀錄。

## 歷年活動時間
| 屆數       | 展覽日期              | 地點                   | 備注                                                           |
| ---------- | --------------------- | ---------------------- | -------------------------------------------------------------- |
| 第一屆     | 1981年7月18日至23日   | 南灣商業學校           |                                                                |
| 第二屆     | 1983年7月16日至21日   | 南灣商業學校           |                                                                |
| 第三屆     | 1985年7月13日至17日   | 南灣商業學校           | 展覽首被國際攝影藝術聯盟(FIAP)認證                             |
| 第四屆     | 1987年7月18日至24日   | 市政廳畫廊             |                                                                |
| 第五屆     | 1989年7月15日至21日   | 市政廳畫廊             |                                                                |
| 第六屆     | 1991年7月20日至26日   | 市政廳畫廊             |                                                                |
| 第七屆     | 1993年7月17日至23日   | 盧廉若公園春草堂展覽廳 |                                                                |
| 第八屆     | 1995年7月22日至28日   | 市政廳畫廊             |                                                                |
| 第九屆     | 1997年7月19日至25日   | 市政廳畫廊             |                                                                |
| 第十屆     | 1999年7月31日至8月6日 | 市政廳畫廊             | 展覽得澳門市政廳、文化司署、旅遊司及澳門基金會贊助。8月2日休息 |
| 第十一屆   | 2001年6月16日至22日   | 臨時澳門市政局畫廊     |                                                                |
| 第十二屆   | 2003年6月14日至20日   | 民政總署畫廊           | 星期一休息                                                     |
| 第十三屆   | 2005年6月25日至7月1日 | 民政總署畫廊           |                                                                |
| 第十四屆   | 2007年6月23日至29日   | 民政總署畫廊           |                                                                |
| 第十五屆   | 2009年7月18至29日     | 盧廉若公園春草堂展覽廳 |                                                                |
| 第十六屆   | 2011年6月25日至7月6日 | 盧廉若公園春草堂展覽廳 | 幻燈片組被彩色數碼投射影像組取代                               |
| 第十七屆   | 2013年8月10日至19日   | 盧廉若公園春草堂展覽廳 |                                                                |
| 第十八屆   | 2015年9月19日至30日   | 盧廉若公園春草堂展覽廳 |                                                                |
| 第十九屆   | 2017年7月16日至28日   | 盧廉若公園春草堂展覽廳 |                                                                |
| 第二十屆   | 2019年5月18日至27日   | 盧廉若公園春草堂展覽廳 |                                                                |
| 第二十一屆 | 2021年7月3日至15日    | 盧廉若公園春草堂展覽廳 |                                                                |
| 第二十二屆 | 2023年9月14日至20日   | 盧廉若公園春草堂展覽廳 |                                                                |
| 第二十三屆 | 2025年7月17日至27日   | 盧廉若公園春草堂展覽廳 | 今屆獲得環球攝影聯盟、國際藝術攝影家協會的認證                 |

## 外部連結
- 澳門國際攝影展官方網站
- 澳門攝影學會官方網站
- 國際攝影藝術聯合會官方網站 （页面存档备份，存于）
- 美國攝影學會官方網站 （页面存档备份，存于）
- 環球攝影聯盟官方網站 （页面存档备份，存于）
- 國際藝術攝影家協會官方網站 （页面存档备份，存于）